# Campeonato Mundial de Tiro de 1922
El XX Campeonato Mundial de Tiro se celebró en Milán (Italia) en el año 1922 bajo la organización de la Federación Internacional de Tiro Deportivo (ISSF), la Unión Italiana de Tiro de Precisión y la Federación Italiana de Tiro al Plato.

## Resultados

### Masculino
| Evento                                  | Oro                                    | Plata                               | Bronce                              |
| --------------------------------------- | -------------------------------------- | ----------------------------------- | ----------------------------------- |
| Rifle 3 posiciones 300 m                | Walter Stokes Estados Unidos 1067 pts. | Walter Lienhard · Suiza · 1065 pts. | Karl Zimmermann · Suiza · 1064 pts. |
| Rifle 3 posiciones 300 m (equipos)      | Estados Unidos 5132                    | Suiza · 5120                        | Dinamarca 4965                      |
| Rifle en pos. tendida 300 m             | Walter Lienhard · Suiza · 375          | Walter Stokes Estados Unidos 375    | Calvin Lloyd Estados Unidos 371     |
| Rifle en pos. de rodillas 300 m         | Walter Stokes Estados Unidos 356       | Walter Lienhard · Suiza · 353       | Josias Hartmann · Suiza · 350       |
| Rifle en pos. de pie 300 m              | Karl Zimmermann · Suiza · 341          | Carl Osburn Estados Unidos 341      | Lars Jørgen Madsen Dinamarca 340    |
| Rifle militar 3 posiciones 300 m        | Emil Kellenberger · Suiza · 433        | Hans Pfeiderer · Suiza · 430        | Camillo Isnardi Italia 423          |
| Rifle militar en pos. tendida 300 m     | Eric Sætter-Larsen Dinamarca 160       | Gian Galeazzo Cantoni Italia 159    | Carlo Riccetti Italia 159           |
| Rifle militar en pos. de rodillas 300 m | Wilhelm Schnyder · Suiza · 159         | Hans Pfeiderer · Suiza · 152        | Fritz Zulauf · Suiza · 150          |
| Rifle militar en pos. de pie 300 m      | Ernesto Panza Italia 144               | Albert Tröndle · Suiza · 143        | Josias Hartmann · Suiza · 141       |
| Pistola 50 m                            | Hans Hänni · Suiza · 514               | Camillo Isnardi Italia 514          | Robert Blum · Suiza · 511           |
| Pistola 50 m (equipos)                  | Suiza · 2553                           | Italia 2468                         | Estados Unidos 2461                 |

## Medallero
| Núm. | País           | Oro | Plata | Bronce | Total |
| ---- | -------------- | --- | ----- | ------ | ----- |
| 1    | Suiza          | 6   | 6     | 5      | 17    |
| 2    | Estados Unidos | 3   | 2     | 2      | 7     |
| 3    | Italia         | 1   | 3     | 2      | 6     |
| 4    | Dinamarca      | 1   | 0     | 2      | 3     |
|      | TOTAL          | 11  | 11    | 11     | 33    |